# Bậc tự do (lý hóa)
Trong vật lý, bậc tự do là một tham số vật lý độc lập trong mô tả chính thức về trạng thái của một hệ thống vật lý. Tập hợp tất cả các trạng thái của một hệ thống được gọi là không gian pha của hệ thống và mức độ tự do của hệ thống, là các kích thước của không gian pha.
Vị trí của một hạt trong không gian ba chiều đòi hỏi ba tọa độ vị trí. Tương tự, hướng và tốc độ mà một hạt di chuyển có thể được mô tả theo ba thành phần vận tốc, mỗi thành phần tham chiếu đến ba chiều của không gian. Nếu sự tiến hóa thời gian của hệ thống là xác định, trong đó trạng thái ngay lập tức xác định duy nhất vị trí và vận tốc trong quá khứ và tương lai của nó là một hàm của thời gian, thì hệ thống đó có sáu bậc tự do. Nếu chuyển động của hạt bị giới hạn ở số lượng kích thước thấp hơn, ví dụ, hạt phải di chuyển dọc theo dây hoặc trên một bề mặt cố định, sau đó hệ thống có ít hơn sáu độ tự do. Mặt khác, một hệ thống với một vật thể mở rộng có thể xoay hoặc rung có thể có hơn sáu độ tự do.
Trong cơ học cổ điển, trạng thái của một hạt điểm tại bất kỳ thời điểm nào thường được mô tả với tọa độ vị trí và vận tốc trong hình thức Lagrangian, hoặc với tọa độ vị trí và động lượng trong hình thức chính thống Hamilton.
Trong cơ học thống kê, một mức độ tự do là một số vô hướng duy nhất mô tả microstate của một hệ thống. Đặc điểm kỹ thuật của tất cả các microstate của một hệ thống là một điểm trong không gian pha của hệ thống.
Trong mô hình chuỗi lý tưởng 3D trong hóa học, hai góc cần thiết để mô tả sự định hướng của mỗi monome.
Nó thường hữu ích để xác định bậc tự do bậc hai. Đây là các mức độ tự do đóng góp trong một hàm bậc hai cho năng lượng của hệ thống.

## Phân tử khí

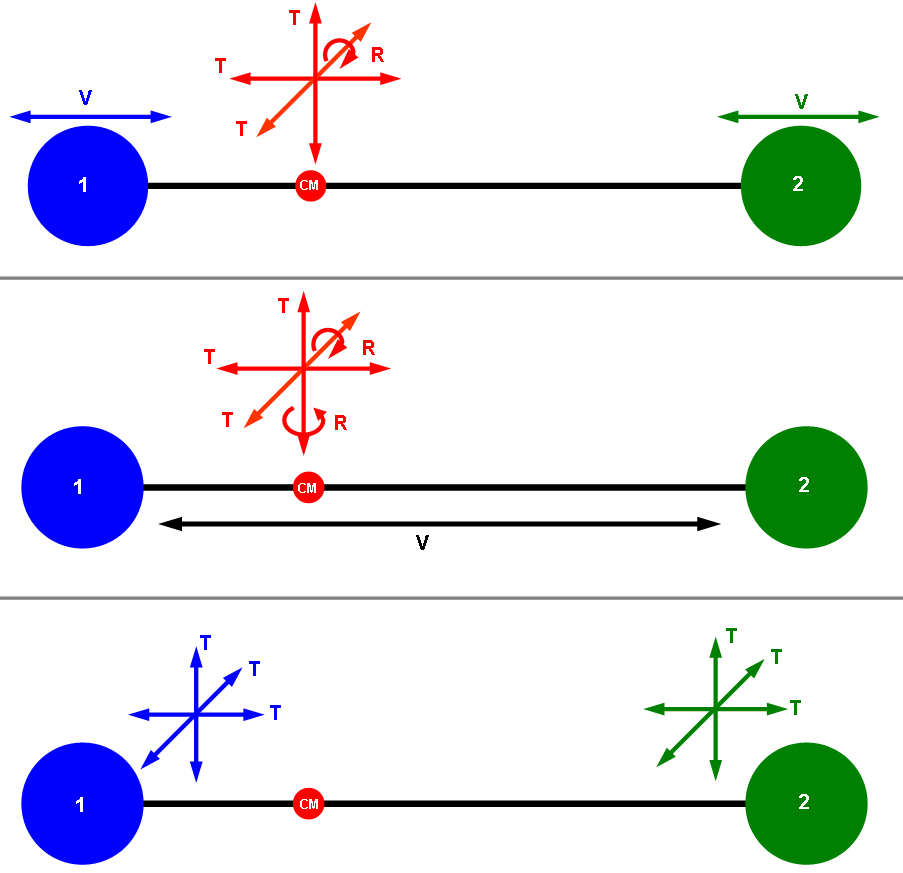
Các cách khác nhau để hình dung 6 bậc tự do của một phân tử hai nguyên tử (CM: tâm khối lượng của hệ thống, T: chuyển động tịnh tiến, R: xoay al chuyển động, V: chuyển động rung.)

Trong không gian ba chiều, ba bậc tự do có liên quan đến sự chuyển động của một hạt. Một phân tử khí diatomic có 6 bậc tự do . Bộ này có thể được phân tách theo các bản dịch, phép quay và rung của phân tử. Chuyển động trung tâm khối lượng của toàn bộ phân tử chiếm 3 bậc tự do. Ngoài ra, phân tử có hai xoay al độ chuyển động và một  chế độ rung. Các phép quay xảy ra xung quanh hai trục vuông góc với đường thẳng giữa hai nguyên tử. Vòng quay xung quanh liên kết nguyên tử nguyên tử không phải là một vòng quay vật lý . Điều này mang lại, cho một phân tử diatomic, một sự phân hủy của:
{\displaystyle N=6=3+2+1.}
Đối với một phân tử chung, phi tuyến tính, tất cả ba mức độ tự do quay được xem xét, dẫn đến sự phân hủy:
{\displaystyle 3N=3+3+(3N-6)}
có nghĩa rằng một nguyên tử N có 3N − 6 độ tự do rung động cho N > 2. Trong trường hợp đặc biệt, chẳng hạn như các phân tử lớn bị hấp phụ, mức độ tự do quay có thể chỉ giới hạn ở một.
Như đã định nghĩa ở trên, người ta cũng có thể đếm độ tự do bằng cách sử dụng số lượng tọa độ tối thiểu cần thiết để chỉ định một vị trí. Điều này được thực hiện như sau:
1. Đối với một hạt đơn, chúng ta cần 2 tọa độ trong mặt phẳng 2 chiều để xác định vị trí của nó và 3 tọa độ trong không gian 3 chiều. Do đó mức độ tự do của nó trong không gian 3 chiều là 3.
2. Đối với một cơ thể bao gồm 2 hạt (ví dụ: một phân tử diatomic) trong không gian 3 chiều với khoảng cách không đổi giữa chúng (giả sử d) chúng ta có thể hiển thị (bên dưới) mức độ tự do của nó là 5.

Giả sử một hạt trong cơ thể này có tọa độ (x1, y1, z1) và hạt kia có tọa độ (x2, y2, z2) with  z2 với z2 chưa biết. Áp dụng công thức cho khoảng cách giữa hai tọa độ
{\displaystyle d={\sqrt {(x_{2}-x_{1})^{2}+(y_{2}-y_{1})^{2}+(z_{2}-z_{1})^{2}}}}
dẫn đến một phương trình với một ẩn số, trong đó chúng ta có thể giải cho z2. Một trong những x1, x2, y1, y2, z1, hoặc z2 có thể không xác định.
Trái với định lý trang bị cổ điển, ở nhiệt độ phòng, chuyển động rung của các phân tử thường đóng góp không đáng kể vào công suất nhiệt. Điều này là do các mức độ tự do này bị đóng băng vì khoảng cách giữa các giá trị riêng năng lượng vượt quá năng lượng tương ứng với nhiệt độ môi trường (kBT). Trong bảng sau đây, mức độ tự do như vậy bị coi nhẹ vì ảnh hưởng thấp của chúng đối với tổng năng lượng. Sau đó, chỉ có mức độ tự do tịnh tiến và quay vòng đóng góp, với số lượng bằng nhau, tỷ lệ công suất nhiệt. Đây là lý do tại sao γ=5/3 cho các khí một nguyên tử và γ=7/5 cho các khí hai nguyên tử tại nhiệt độ phòng.
Tuy nhiên, ở nhiệt độ rất cao, theo thứ tự của nhiệt độ rung (Θvib), chuyển động rung động có thể được bỏ qua.
Nhiệt độ dao động là giữa 103 K và 104 K.